# 1ere Division 1980 (hockey su pista)
La 1ere Division 1980 è stata la 63ª edizione del torneo di primo livello del campionato francese di hockey su pista. Il titolo fu conquistato dal Coutras al suo decimo titolo.

## Stagione

### Formula
La 1ere Division 1980 vide ai nastri di partenza nove club; la manifestazione fu organizzata con un girone all'italiana, con gare di andata e ritorno per un totale di ventidue giornate: erano assegnati tre punti per l'incontro vinto, due punti a testa per l'incontro pareggiato e uno per la sconfitta. Al termine della stagione regolare la vincitrice venne proclamata campione di Francia.

## Classifica finale
|                    | Pos. | Squadra         | Pt | G  | V  | N | P  | GF  | GS  | DR  |
| ------------------ | ---- | --------------- | -- | -- | -- | - | -- | --- | --- | --- |
| Francia (bandiera) | 1.   | Coutras         | 44 | 16 | 13 | 2 | 1  | 123 | 47  | +76 |
|                    | 2.   | Tourcoing       | 41 | 16 | 12 | 1 | 3  | 122 | 88  | +34 |
|                    | 3.   | Gujan-Mestras   | 39 | 16 | 11 | 1 | 4  | 127 | 83  | +44 |
|                    | 4.   | La Vendéenne    | 37 | 16 | 10 | 1 | 5  | 128 | 67  | +61 |
|                    | 5.   | ASTA Nantes     | 31 | 16 | 7  | 1 | 8  | 96  | 95  | +1  |
|                    | 6.   | Gazinet-Cestas  | 31 | 16 | 7  | 1 | 8  | 68  | 91  | -23 |
|                    | 7.   | SCRA Saint-Omer | 22 | 16 | 2  | 2 | 12 | 78  | 125 | -47 |
|                    | 8.   | Saint-Brieuc    | 22 | 16 | 3  | 0 | 13 | 65  | 130 | -65 |
|                    | 9.   | CP Saint-Omer   | 21 | 16 | 2  | 1 | 13 | 67  | 135 | -68 |

Legenda:
      Campione di Francia e ammessa alla Coppa dei Campioni 1980-1981.
      Eventuali altre squadre ammesse alla Coppa dei Campioni 1980-1981.
      Ammessa in Coppa delle Coppe 1980-1981.
      Ammessa in Coppa CERS 1980-1981.
Note:
Tre punti a vittoria, due a pareggio, uno a sconfitta.